# Zitronengelber Seitling

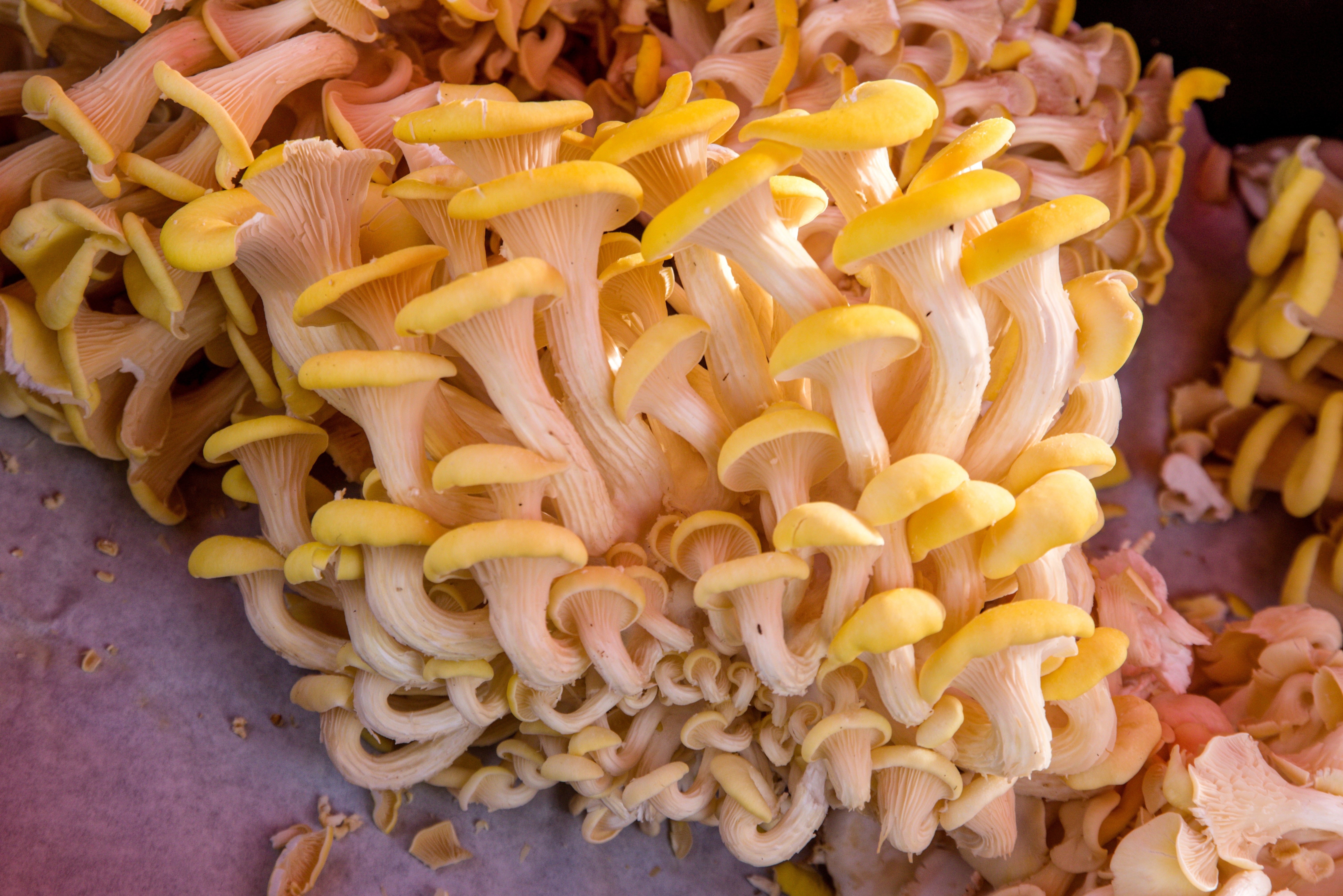
Limonenseitling (Pleurotus citrinopileatus)

Der Zitronengelbe Seitling oder kurz Zitronen-Seitling (Pleurotus citrinopileatus), auch Limonen-Seitling genannt, ist eine Pilzart aus der Familie der Seitlingsverwandten. Die Fruchtkörper haben weiße Stiele und gelbe Hütchen und wachsen büschelig. Die Spezies ist vor allem in Asien ein beliebter Speisepilz. Der Zitronengelbe Seitling ist ein Holzzersetzer, der Lignin cometabolisch abbaut und dadurch eine Weißfäule verursacht. Die deutschen Namen wurden erst in neuerer Zeit durch Züchter eingeführt.

## Merkmale

### Makroskopische Merkmale
Der Zitronengelbe Seitling bildet Fruchtkörper aus, die zu mehreren in Büscheln nebeneinander wachsen.
Sie besitzen einen flachen, herabgedrückten Hut von 2–6,5 cm Durchmesser. Seine Oberfläche ist hellgelb bis goldbraun und hat eine samtige, trockene Konsistenz, die sich jedoch bei älteren Pilzen verliert; der Hutrand steht ab. Das Fleisch im Hut ist dünn und weiß, mit Ausnahme im Bereich der Huthaut, wo es gelblich wird. Es bleibt auf Druck oder im Anschnitt unverfärbt, riecht typisch fruchtig und schmeckt mild. Die unter dem Hut liegenden Lamellen sind weiß und stehen dicht beieinander. Zwar unterscheiden sie sich in Länge und Dicke, jedoch laufen sie alle am Stiel herab. Leicht dezentral setzt der Stiel  am Hut an: Er ist voll, zylindrisch und weiß gefärbt. Im Inneren hat er eine fleischige oder faserige Konsistenz, die Oberfläche ist samtig. In der Länge misst er etwa 2–5 cm, im Durchmesser 2–8 mm; oft ist er gekrümmt oder verbogen.

### Mikroskopische Merkmale
Die Sporen des Zitronenseitlings sind von zylindrischer oder elliptischer Form, glatt, hyalin, amyloid, und messen 7–10 ×2,5–3,5 µm. Sie sitzen je zu viert auf den 4–5 µm langen Sterigmata des Basidiums. Die Basidien selbst erscheinen unter dem Mikroskop keulenförmig und hyalin; sie haben eine Größe von 27–35 × 4–8 µm. Zystiden sind nicht vorhanden. Die Trama des Zitronenseitlings ist monomitisch, die Hyphen verfügen sowohl über Schnallen als auch über Septa. Die Trama der Lamellen besteht aus annähernd parallelen Hyphen; die Epicutis ist undifferenziert.

## Ökologie
Als Saprobiont befällt der Zitronenseitling totes oder verletztes Holz von Laubbäumen, wo er den Ligninbestandteil abbaut und so Weißfäule verursacht. Natürliche Substrate sind das Holz von Ulmen und Buchen. Er ist in Auwäldern und an Flussläufen zu finden und benötigt vergleichsweise hohe Temperaturen (21–29 °C) um zu wachsen, sodass er unter 16–18 °C keine Fruchtkörper ausbildet, jedoch im oberen Temperaturbereich sehr tolerant ist. Beim Fruchten sollte die relative Feuchtigkeit der Luft für den Zitronenseitling über 80 % liegen.

## Verbreitung
Der Zitronenseitling kommt in Russland, Afrika sowie in Asien vor.

## Systematik
Der Zitronenseitling zeigt in seiner Morphologie Ähnlichkeiten zum Rillstieligen Seitling (Pleurotus cornucopiae), mit dem er sich auch kreuzen lässt. Ersterer wird deshalb teilweise als Varietät des Rillstieligen Seitlings angesehen.  Für den Zitronenseitling werden keine Varietäten oder Formen anerkannt.

## Bedeutung

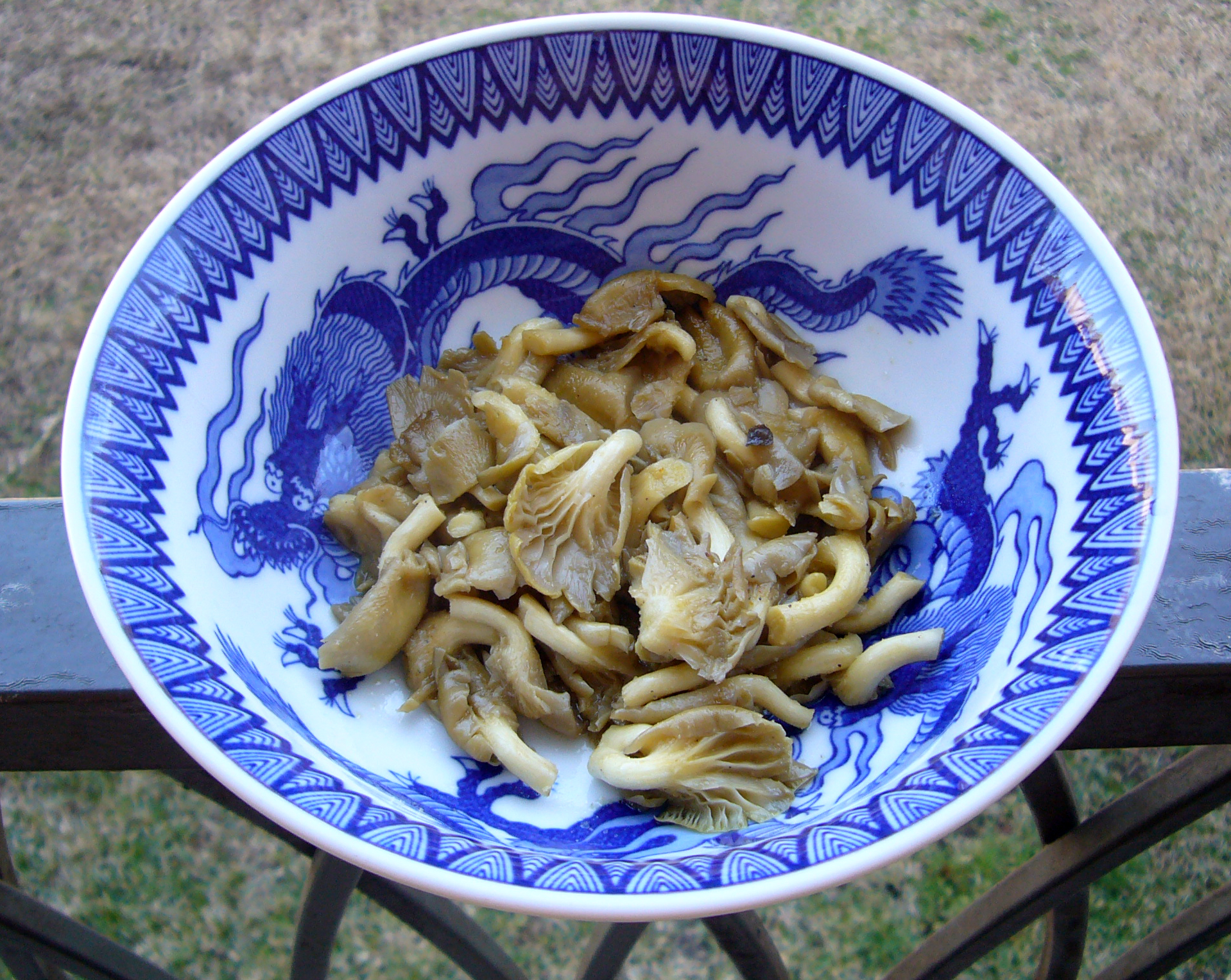
Kleingeschnittene Zitronenseitlinge

Der Pilz wird traditionell in Ostasien und in neuerer Zeit auch in Taiwan, den USA und Europa angebaut. Neben seinem Wert als Speisepilz, der sich in zahlreichen Gerichten niederschlägt, hat er auch als Lieferant für Arzneistoffe Bedeutung, die bei der Behandlung von Lungenemphysemen Anwendung findet. Geeignete Substrate sind Rotbuche, Esche, Erle, Pappel, Weide und Ahorn.